# Kryptosystem
Ein Kryptosystem ist allgemein ein System, das mit Kryptographie zu tun hat. Als feststehender Ausdruck findet der Begriff im Namen RSA-Kryptosystem Verwendung. Unter dem Begriff Kryptosystem werden allerdings in unterschiedlichen Kontexten verschiedene Dinge verstanden. Einige Autoren grenzen den Begriff des Kryptosystems auf Verschlüsselungsverfahren ein. Andere benutzen ihn auch für andere kryptographische Systeme wie digitale Signaturen.
Aufgrund dieser Mehrdeutigkeit wurde im veralteten RFC 2828 von der Verwendung dieses Begriffes abgeraten.
Im aktuellen RFC 4949, welches RFC 2828 ablöste, wird lediglich formalistisch der Terminus „Kryptosystem“ als Kontraktion von „kryptographisches System“ definiert. Inhaltlich bleiben beide Interpretationsmöglichkeiten aufrecht, von denen in der Praxis die allgemeinere bevorzugt wird. Beide RFCs sind kein Internetstandard, sondern werden als informatorisch eingestuft.

## Formale Definition
Mathematisch ist ein Kryptosystem als das Tupel von Mengen {\displaystyle ({\mathcal {P}},{\mathcal {C}},{\mathcal {K}},{\mathcal {E}},{\mathcal {D}})} definiert, die so verstanden werden:
1. {\displaystyle {\mathcal {P}}} ist die Menge aller zulässigen Klartexte.
2. {\displaystyle {\mathcal {C}}} ist die Menge aller chiffrierten Texte (Geheimtexte).
3. {\displaystyle {\mathcal {K}}} ist die Menge aller Schlüssel
4. {\displaystyle {\mathcal {E}}=\{E_{k}:k\in {\mathcal {K}}\}} ist die Menge aller Verschlüsselungsfunktionen, wobei jedes {\displaystyle E_{k}:{\mathcal {P}}\rightarrow {\mathcal {C}}} von Klartexten in chiffrierte Texte „übersetzt“.
5. {\displaystyle {\mathcal {D}}=\{D_{k}:k\in {\mathcal {K}}\}} ist die Menge der Entschlüsselungsfunktionen, wobei jedes {\displaystyle D_{k}:{\mathcal {C}}\rightarrow {\mathcal {P}}} von chiffrierten Texten in Klartexte „übersetzt“.

Die definierende Eigenschaft eines Kryptosystems ist nun:
{\displaystyle \forall e\in {\mathcal {K}}\exists d\in {\mathcal {K}}:\forall p\in {\mathcal {P}}:D_{d}(E_{e}(p))=p}.